# زبدة التواریخ (کتاب کاشانی)
زبدة التواریخ تألیف شمس‌الدین یا جمال الدین ابوالقاسم عبدالله بن علی بن محمد ابی طاهر کاشانی است. وی تاریخ‌نگاری شیعه مذهب در شمار دستگاه رشیدالدین فضل‌الله همدانی بود که نوشته‌هایش نامش را جاودان ساخت. می‌توان گفت زبدة التواریخ کتبی است نزدیک به کتب این نسل، چرا که نویسنده منابعی را که در طول نگارش کتاب استفاده کرده به صورت کامل نام برده‌است. اگر کتاب کاشانی را به ۳ بخش تقسیم کنیم، بخش اول شامل آغاز فتح بغداد و تاریخ فاطمیان و نزاریان، بخش دوم تاریخ ایلخانان، اتابکان و حکومت‌های کوچک محلی و در نهایت بخش سوم شامل تاریخ الجایتو است. در بخش فاطمیان و نزاریان نویسنده شکل‌گیری نزاریه و رابطهٔ آن‌ها با فاطمیان را به صورت کامل توضیح داده‌است.